# North Downs
North Downs (Severno gričevje) so greben na jugovzhodu Anglije, ki spada v južno angleško kredo. Več podeželskih regij južne Anglije loči od urbaniziranega metropolitanskega območja Veliki London.
Gričevje je dolgo več kot 160 km, razteza se od Hampshira, Surreyja in Kenta. V Surreyju je gričevje znano tudi pod imenom Hog’s Back. Hribi so prerezani z rekami Wey, Mole, Darent, Medway in Stour. Mole ga prečka med Dorkingom in Leatherheadom v tako imenovanem Mole Gap, ki je posebnega raziskovalnega pomena (Site of Special Scientific Interest – SSSI) v evropskem merilu in torej posebnega pomena za ohranjanje narave.
Gričevje sestavlja severni del Wealda,  Južno gričevje (South Downs) je zrcalna slika Severnega gričevja (North Downs). Najvišji hrib je Leith v Surreyju z 294 metri, a ni del Severnega gričevja. V Kentu je najvišji hrib Westerham z 252 metri.
V bližini Severnega gričevja so mesta in vasi: Basingstoke v Hampshiru; Farnham, Guildford, Dorking, Reigate in Redhill v Surreyj in Sevenoaks, Maidstone, Ashford in Dover v Kentu. Kjer gričevje doseže Rokavski preliv, so znameniti Dovrski beli klifi.
Ker je kreda zelo porozna in zadrži malo vode, je pokrajina večinoma brez dreves. Na južni strani gričevja so pogosto strma pobočja, ki so prerezana z gozdnimi antiklinalnimi dolinami. To so za krajino tipično suhe doline, v katerih je mogoče najti manjša naselja in vijugaste ceste.
Dve območji sta označeni kot območje izjemnih naravnih lepot (Area of Outstanding Natural Beauty – AONB). To sta Surrey Hills in Kent Downs.
Za turiste je privlačna daljinska pešpot (North Downs Way) po strmih pobočjih in rekah, ki se v mnogih krajih pokriva z zgodovinskimi romarskimi potmi.
Prevladujoča vrsta podeželja se imenuje Downland (travnato gričevje) z veliko travniki, ki so bili včasih pašniki za ovce. Podobno oblikovani in po ovcah imenovani pokrajini sta South Down in Hampshire Down. Te oznake so prevladovale, čeprav sta se obe pasmi ovc pasli tudi v Severnem gričevju. Ker se je število pašnih ovc v zadnjih desetletjih bistveno zmanjšalo in je leta 1953 tudi miksomatoza zdesetkala zajce, je mogoče opaziti vse večje zaraščanje krajine. Obnovitev zajcev v zadnjih letih ni veliko vplivala na ta razvoj, grmičevje se je že razširilo na obsežna območja.